# Urussanga
Urussanga is een gemeente in de Braziliaanse deelstaat Santa Catarina. De gemeente telt 19.936 inwoners (schatting 2009).